# Nävlingeåsen
Nävlingeåsen är en horst bestående av gnejs i nordöstra Skåne, mellan Hässleholm och Kristianstad.
Mot Kristianstadsslätten i nordost avgränsas Nävlingeåsen av en 25 kilometer lång förkastningsbrant, löpande i sydöstlig riktning från trakten närmast söder om Hässleholm. Även om dalgången söder om Finjasjön är Nävlingeåsen skarpt avgränsad men sluttar långsamt åt söder. I norr består Nävlingeåsen av en moränbeklädd, mager och övervägande skogbeväxt platå, som i väster når 147 meter över havet.